# Natick
Natick is een plaats (town) in Massachusetts in de Verenigde Staten. Het is een voorstad van Boston, dat ongeveer 25 km verder naar het oosten ligt. Bij de volkstelling van 2010 had het 32.786 inwoners.
De naam van de plaats betekent "plaats met heuvels" in de inheemse taal Massachusett. De oorspronkelijke nederzetting, nu bekend als South Natick, ligt in een heuvelachtig gebied aan de oevers van de Charles River. De naam van de plaats wordt uitgesproken als "nee-tik" (IPA: /ˈneɪtɪk/), niet als "nè-tik" (/ˈnɛtɪk/).

## Geschiedenis

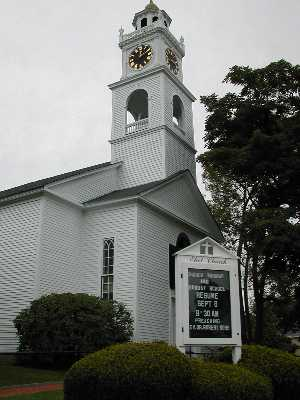
Eliot kerk in South Natick

Natick werd gesticht in 1651 door John Eliot, een zendeling die zich met een groep tot het christendom bekeerde indianen (zogenaamde Praying Indians) op beide oevers van de Charles River vestigde. Het land was geschonken door het Massachusetts General Court, de volksvertegenwoordiging van de toenmalige Massachusetts Bay Colony.
Een schooltje werd gesticht, een plaatselijk bestuur ingesteld, en alle indianen werden aangemoedigd om zich te bekeren. Tijdens King Philip's War werden de indianen uit Natick naar Deer Island voor de kust van Boston gestuurd. Velen stierven door de kou en ziekten. De overlevenden die naar Natick terugkeerden, ontdekten dat hun huizen verwoest waren. Het indiaanse dorp herstelde zich niet meer, en om schulden af te betalen werd het gemeenschappelijke land stukje voor stukje aan blanke kolonisten verkocht. Tegen 1725 waren alle indianen verdwenen.
In 1781 werd Natick officieel erkend als een zelfstandige gemeente. Henry Wilson, Vicepresident van de Verenigde Staten van 1873 tot 1875, woonde het grootste deel van zijn leven in Natick en is er begraven. Een replica van het kleine schoenmakerswinkeltje waar Henry Wilson in zijn jeugd werkte staat in West-Natick.

## Gevestigd in Natick
- Het hoofdkwartier van The MathWorks, een bedrijf dat wiskundige softwaretools maakt voor ingenieurs.
- Het U.S. Army Soldier Systems Center, een onderzoekscentrum van het Amerikaanse ministerie van defensie, waar onder meer speciale kleding voor militairen wordt ontworpen. Ook de maaltijden die Amerikaanse soldaten op het slagveld nuttigen, MREs (Meals Ready to Eat) geheten, zijn hier ontwikkeld.